# Los gallinazos sin plumas (libro de cuentos)
Los gallinazos sin plumas es el primer libro de cuentos del escritor peruano Julio Ramón Ribeyro, publicado en 1955. Reúne ocho cuentos, encabezado por el cuento que da el título a la obra, el mismo que se convirtió en uno de los cuentos emblemáticos de la literatura peruana. Estas narraciones se clasifican dentro del llamado Realismo urbano.

## Contexto
Si bien Los gallinazos sin plumas fue el primer libro de cuentos publicado por Ribeyro, ya desde 1949 este había dado a luz sus primeras narraciones en diversas publicaciones, como el suplemento dominical del diario El Comercio y revistas estudiantiles. Estos cuentos primigenios eran del género fantástico, influidos por Borges y Kafka.
Es a partir de Los gallinazos sin plumas cuando Ribeyro se dedica de lleno al relato urbano y a la descripción de diversos tipos psicológicos y clases sociales de Lima, especialmente de la clase media peruana, hasta entonces poco o nada tratada en la narrativa peruana.
Los cuentos están fechados entre 1953 y 1954, años en los que el autor vivía en París. Sus personajes habituales son los pequeños empleados, los estudiantes universitarios y los personajes marginados de las barriadas. Precisamente, la época en que se sitúan las historias, presumiblemente en las décadas de 1940 y 1950, fue cuando se inició una ola migratoria de provincianos hacia Lima, donde surgieron las grandes barriadas o pueblos jóvenes (equivalentes a las villas miserias o favelas de otros países sudamericanos).

## Cuentos
La obra está compuesta por ocho cuentos:
- «Los gallinazos sin plumas» (París, 1954)
- «Interior "L"» (Madrid, 1953)
- «Mar afuera» (París, 1954)
- «Mientras arde la vela» (París, 1953)
- «En la comisaría» (París, 1954)
- «La tela de araña» (París, 1953)
- «El primer paso» (París, 1954)
- «Junta de acreedores» (París, 1954)

## Reseña de los cuentos
1. «Los gallinazos sin plumas».- Es la narración descarnada de la vida en una barriada de las afueras de Lima, que tiene como protagonistas a dos niños, los hermanos Efraín y Enrique. Ellos son obligados por su abuelo don Santos a recolectar basura para alimentar a un cerdo insaciable. Tras soportar muchos maltratos, los niños huyen finalmente, dejando al abuelo a merced de la furia del animal.[7][8]
2. «Interior "L"».- Narra la vida de la adolescente Paulina y su padre, un colchonero, que viven en un callejón o vecindad, en el Interior “L”. Son de condición social muy humilde. Paulina sale embarazada y dice haber sido abusada por un joven maestro de construcción, el zambo Domingo Allende. Confrontado por el colchonero, Allende reconoce haber tenido una relación íntima con Paulina pero aduce que fue con el consentimiento de ella. De todos modos, para evitar la denuncia, Allende entrega al colchonero una crecida suma de dinero. Con ese efectivo, el padre y la hija viven despreocupados por un tiempo. Hasta que Paulina aborta al niño y el dinero se acaba. Su padre entonces le dice que busque de nuevo a Allende, dando a entender que debía extorsionarlo.[9][10]
3. «Mar afuera».- Trata sobre dos amigos pescadores, Janampa y Dionisio, que están navegando en un bote en faena de pesca. En medio de la conversación que sostienen, Dionisio se percata que Janampa está interesado en su mujer y presiente que será victimado allí mismo, “mar afuera”.[11][12]
4. «Mientras arde la vela».- La protagonista es Mercedes, una humilde madre de familia que debe soportar los maltratos de su esposo, un albañil alcohólico. Este se accidenta, quedando en muy mal estado de salud; hasta se creyó en un primer momento que había fallecido. Un visitador sanitario le aconseja que deje de tomar pues la próxima borrachera podría serle fatal. Mercedes tiene entonces la esperanza de librarse por fin de su marido y hace planes de su futura vida. Mientras tanto, espera que se extinga la llama de la vela para empezar a dormir; previamente, coloca una botella de aguardiente cerca de la cabecera de su marido.[13][14]
5. «En la comisaría».- La acción de este cuento ocurre en el patio de una comisaría, donde han sido llevados detenidos dos amigos, Martín y Ricardo. El comisario ofrece liberar a quien de una paliza al Panadero, otro detenido, que es acusado de golpear salvajemente a su esposa. Martín acepta el reto pues se halla ansioso de salir para encontrarse con su novia. Logra vencer al Panadero, aunque con algo de esfuerzo.[15][16][17]
6. «La tela de araña».- La protagonista es María una joven provinciana que trabaja como empleada del hogar en Lima. Debido al acoso sexual que sufre de parte del hijo de su patrona, huye y trata de buscar otro trabajo. Un hombre se ofrece a darle empleo en su negocio y lo cita en un hospedaje para poder conocerla. María, mientras lo espera, presiente que volverá a lo mismo de siempre, pero teme a la vez quedarse perdida en la ciudad, que es como una “tela de araña”.[18][19]
7. «El primer paso».- La acción se desarrolla en un bar, donde Danilo espera a Panchito, un conocido suyo que le ha ofrecido un trabajo, que en realidad no es sino un acto delictivo de transporte de mercadería prohibida. Danilo sospecha que este será no solo su “primer paso” en el mundo delictivo, sino el último.[20]
8. «Junta de acreedores».- El protagonista es don Roberto, dueño de un almacén o bodega, que se haya al borde de la quiebra debido a las deudas que tiene con las empresas que le proveen mercadería. Los representantes de estos acreedores, hacen una Junta en casa de Roberto para llegar a un acuerdo. La deuda es tan elevada que para Roberto es imposible pagarla. Tampoco acepta que le condonen la deuda en un 50%; él quiere que la reduzcan al 70%, algo que los acreedores rechazan. En vista de ello, el único camino para Roberto es declararse en quiebra.[21][22]

## Resumen

### Los gallinazos sin plumas
Este cuento está ambientado en un arrabal de Lima y cerca al mar. Los hermanos Efraín y Enrique son dos niños que viven bajo la tutela de su abuelo, llamado don Santos, un ser áspero, despótico y lisiado, que andaba con una pata de palo. Don Santos obliga a sus nietos a levantarse temprano y los envía a los basurales, para que recolecten alimentos con los que cebaba a su cerdo, llamado Pascual. Cierto día Efraín se corta el pie con un vidrio roto, lo que le produce una herida que se infecta, impidiéndole continuar sus labores. El abuelo, indiferente, obliga a Enrique a asumir la tarea de su hermano, recargándose así su trabajo. Otro día, Enrique trae a casa un perro sarnoso y flaco, a quien adopta como mascota y lo bautiza con el nombre de Pedro. Pero Enrique se enferma de las vías respiratorias, le da fiebre y al igual que su hermano queda postrado en la cama; el abuelo, enfurecido, amenaza con no darles comida hasta que retomen sus labores; él mismo intenta ir a los basurales pero fracasa estrepitosamente, al no tener la agilidad de sus nietos. Era invierno y al cerdo le empieza a dar la locura del hambre. Una mañana, el abuelo entra al cuarto de sus nietos y los obliga a levantarse; entonces Enrique se ofrece ir él solo al muladar con cuatro latas o recipientes de hojalata, pero deja a su perro Pedro al cuidado de su hermano. De retorno con las latas llenas, Enrique no encuentra al perro y se entera entonces que el abuelo había apaleado al animal y arrojado su cuerpo como alimento para el cerdo. Horrorizado al ver los restos de su perro, Enrique reprocha vehementemente al abuelo por cometer tal acción, hasta hacerlo caer de espaldas dentro del corral del cerdo. El abuelo, por carecer de una pierna, no podía levantarse y teme que su cerdo se le acerque, por lo que suplica a Enrique que le ayude. Pero este va en busca de su hermano, lo alza en hombros, y se marchan, dispuestos a vivir en otro sitio. De lejos, sienten llegar desde el corral del cerdo el rumor de una batalla.

### Interior "L"
Este relato tiene como protagonistas a un colchonero y su hija de quince años, Paulina, que vivían en un callejón o casa de vecindad, en el interior “L”. La esposa del colchonero había fallecido tiempo atrás de tuberculosis, mismo mal que llevó también a la tumba al hijo mayor de la familia, que trabajaba como albañil. El colchonero se ganaba la vida renovando colchones y sentía que ya las fuerzas se le iban. Cierto día regresó temprano a casa y encontró a Paulina durmiendo a pierna suelta, por lo que la reprendió enérgicamente, por faltar a la escuela. Fue entonces cuando notó una convexidad en el vientre de su hija, asaltándole una negra sospecha que de inmediato lo confirmó; efectivamente, su hija estaba embarazada. Paulina confesó que había sido abusada sexualmente por un maestro de obras de una construcción vecina, un zambo joven y fornido, llamado Domingo Allende; según ella, aquel se había metido a su habitación y la había forzado. El colchonero encaró a Allende, pero este alegó que fue su hija quien lo buscó y lo invitó a su cuarto, y que todo había sido consentido. El padre no se quedó tranquilo y fue a consultar a un abogado de la vecindad, quien le alentó a presentar la denuncia, pues al ser Paulina todavía menor de edad, ello le costaría a su ofensor pena de cárcel. Un día, el colchonero se encontró nuevamente con Allende y tras una discusión, lo amenazó con denunciarlo. Allende cambió entonces de rostro y se retiró preocupado. Días después, fue a visitar al colchonero con un representante de la constructora, para pactar un arreglo. A cambio de no presentar la denuncia, el colchonero recibiría una crecida suma de dinero. El colchonero terminó por aceptar, pues conocía lo intrincado y fatigoso que era andar en líos judiciales. Con esa suma, él y su hija pudieron vivir desahogadamente, por un tiempo; sin embargo Paulina sufrió un aborto espontáneo y lo que quedaba del dinero tuvieron que gastarlo en remedios. El relato finaliza cuando el colchonero, enfermo y hastiado de tener que trabajar duramente, le sugiere a su hija, ya recuperada, que busque nuevamente a Allende. En otras palabras, le incita a que cometa un chantaje sexual, del que se beneficiarían nuevamente. Paulina se limita a responder que lo pensará.

### Mar afuera
El relato empieza mostrando a dos amigos, Janampa y Dionisio, navegando a bordo de una barca, yendo a la faena de pesca. Janampa, zambo pescador y dueño de la barca, había invitado a Dionisio muy de madrugada a que le acompañara en esa labor. Pronto, Dionisio se dio cuenta de que la intención de Janampa era otra y empezó mentalmente a reconstruir su amistad con este. Lo había conocido hacía dos años en una construcción en la que trabajaron como albañiles. En cierta ocasión le ganó su salario en un juego de póquer. Tiempo después, durante una fiesta de cambio de aros, Dionisio conoció a una mujer apodada “La Prieta”, a la que conquistó, pero notó que Janampa también la había pretendido, siendo rechazado por ella debido a su fama de donjuán. Al parecer, Janampa continuó interesado por la Prieta y solía merodear la barraca donde pasaban la noche ella y Dionisio. Volviendo al inicio del relato, en esa madrugada, cuando partió a acompañar a Janampa a la pesca, Dionisio se despidió cariñosamente de la Prieta; ella le pidió que no demorara mucho, como presintiendo algo. Llegado ya mar afuera, muy lejos del litoral, Janampa ordenó a Dionisio que echara la red desde la popa. Dionisio le obedeció, dándole la espalda. La tarea era muy lenta y fatigosa. Dionisio sabía ya que Janampa en cualquier momento lo atacaría; vio que era imposible huir y esperó resignado la puñalada fatal.

### Mientras arde la vela
Aparece la protagonista, doña Mercedes, que ingresa a su dormitorio, ya de noche. Mientras espera que la vela se consuma para dormirse, recuerda lo sucedido todo el día. A su lado duerme roncando su esposo Moisés.
Mercedes era una señora humilde. Su esposo, Moisés, trabajaba como albañil y era aficionado a la bebida. Ambos tenían un hijo menor, Panchito. Mercedes recordaba que horas antes habían traído a su esposo, inconsciente; se había caído de un andamio, mientras trabajaba. Al parecer, se hallaba ebrio, como solía estarlo. Mercedes pensó que su esposo no sobreviviría, pero luego de un rato, Moisés despertó y se puso como loco, queriendo agredirla, tal como solía hacer cada vez que se emborrachaba. Ella se defendió y lo empujó; Moisés se cayó y se golpeó fuertemente la cabeza, quedando nuevamente desmayado. Pero esta vez se quedó rígido y no parecía respirar. Con ayuda de Panchito, Mercedes colocó a su esposo en la cama, creyéndolo muerto. Luego salió de su casa a buscar a doña Romelia, su vecina, para preguntarle qué debía hacer. Romelia le explicó el procedimiento habitual en esos casos y se ofreció a ayudarla a preparar el velorio. Mercedes estaba harta de la infeliz vida que llevaba con su esposo; deseaba abrir una verdulería con los ahorros que tenía, pero mientras estuviera con Moisés no podía poner en ejecución sus planes. Sentía que con la muerte de Moisés las cosas mejorarían para ella. Pero cuando regresó a casa, su hijo le contó que su papá no estaba muerto, pues acababa de hablar con él. Mercedes no le creyó, creyendo que se trataba de una broma infantil, pero luego escuchó la voz de su esposo que le pedía a gritos agua. Ya se había reunido mucha gente en la casa informada de la supuesta muerte de Moisés; al conocerse que solo era una falsa noticia, todos festejaron la buena nueva. Llegaron enseguida los de Asistencia Pública, informados de la muerte de un hombre; el enfermero se molestó al no hallar ningún cadáver, pero obligado por los presentes, examinó a Moisés. El enfermero aconsejó a Moisés que no bebiera más, pues su corazón estaba dilatado y una borrachera más le sería fatal. Retirados todos, Mercedes se retiró contrariada a su cuarto, al ver desvanecerse su esperanza de librarse de su marido. Esperó que la vela que alumbraba la habitación se consumiera para acostarse.
Mercedes, en sus cavilaciones mientras esperaba que la vela se apagara, recordó la recomendación del enfermero. Salió entonces del cuarto a buscar algo en la oscuridad; de una canasta extrajo una botella de aguardiente y volvió con ella al dormitorio. Su esposo seguía durmiendo y roncando. Junto a su cabecera, Mercedes colocó la botella. De pronto se apagó la vela. Mercedes se acostó entonces, ya más tranquila y confiada en el porvenir.

### En la comisaría
El relato está ambientado en el patio de una comisaría, donde se hallan un grupo de detenidos, entre ellos dos amigos, Martín y Ricardo, por no pagar la cuenta en un bar. Otro detenido, al que llaman el Panadero, se halla en medio del patio y es el centro de atención de todos. Ricardo le dice a Martín que se animara, pues había llegado su oportunidad de salir libre.
Sucedía que el comisario había prometido dejar en libertad a aquel que diera una golpiza al Panadero, que estaba detenido por haber golpeado salvajemente a su esposa, dándole una pateadura en la boca del estómago. Martín, que era famoso en Surquillo por ser un hábil peleador, al principio no tiene interés en la oferta y trata de defender al Panadero, aduciendo que había actuado así estando borracho. En eso, otro detenido (en este caso por atropello a un peatón), que se halla ebrio y vestido de frac, empieza a vomitar ruidosamente en un rincón del patio. Un mal olor llena el ambiente y Martín cree que sería mejor abandonar ese lugar y respirar el aire de la calle. Ricardo indirectamente acicatea a Martín, recordándole que al mediodía debía encontrarse con Luisa, para ir a la playa. Martín piensa entonces en Luisa y se lamenta tener que perder esa cita.
De pronto, Martín cree que el Panadero le está mirando fijamente, con algo de sorna, y eso le molesta en extremo. ¿Acaso creía ese infeliz que le tenía miedo?, pregunta. Ricardo no atina a responderle nada. Entonces, Martín se anima y ordena avisar al comisario que estaba dispuesto a dar una golpiza al panadero. El comisario ingresa entonces sonriente y acomoda el espacio. Los demás detenidos arrinconan las bancas y forman un círculo, habilitando así un improvisado coliseo. El Panadero retrocede lleno de terror, pero dos detenidos lo cogen de los brazos y le arrojan al centro del espacio, donde le esperaba Martín, con los puños en ristre. De pronto, el Panadero se llena de valor y empieza a danzar en torno a Martín con los puños en alto, aunque sin atreverse a acercarse. Esto exaspera a Martín y empieza a sentirse ridículo de participar en tal pantomima. Sin embargo, de manera inesperada, el Panadero se arroja encima de Martín, dándole de patadas, puñetazos y arañazos. Martín siente que se le oscurece todo; solo recordaría después que logró arrinconar a su rival hasta la pared, dándole finalmente tres recios puñetazos en la cara.
El comisario cumple su promesa y suelta a Martín, quien se dirige al paradero del tranvía. Allí le esperaba Luisa, quien de lejos le saluda agitando su bolso. Martín quiere responderle, pero al ver sus puños lacerados, esconde las manos en sus bolsillos, avergonzado.

### La tela de araña
La protagonista, María, es una joven provinciana natural de Chincha, que trabaja como empleada del hogar en Lima. El relato se abre con ella refugiada en una habitación en Jesús María, a donde le lleva su amiga, sirvienta como ella, llamada Justa, donde debía encontrarse con un señor llamado Felipe Santos, una supuesta alma bondadosa, que se había ofrecido para ser su protector y darle nuevo trabajo. María había huido de la casa donde trabajaba, a raíz del continuo acoso que sufría de parte del hijo de su patrona Gertrudis, el joven Raúl (al que le decían el “niño Raúl”). Justa, antes de dejarla en esa habitación de Jesús María, le advierte que el señor Felipe Santos llegaría muy tarde, pues trabajaba en una panadería; le asegura una vez más que le ayudaría a conseguir trabajo, pues era una buena persona. María, al quedar sola, tiene sentimientos contrariados; por un lado siente un gran alivio de haber huido del acecho de Raúl, pero por otro, se siente sola en una habitación extraña, a la espera de un hombre desconocido. En el techo ve a una araña haciendo hábilmente una enorme tela. Empieza a sentir tétrico el ambiente y tiene un mal presentimiento. Mientras espera a Felipe Santos, recuerda la insoportable vida que había llevado en casa de su patrona, donde continuamente era abordada por el joven Raúl, el cual trataba de convencerla para que saliera con él. Un día, Raúl pasó de las palabras a la acción y trató de abrazarla a la fuerza. Ello fue el colmo para María, quien lo acusó ante la patrona. Esta le escuchó sin inmutarse y solo se limitó a decirle que volviera al trabajo, que ya sabría que hacer. Al parecer, doña Gertrudis algo le dijo a su hijo, pues durante unos días, María se vio libre del acoso, aunque luego el “niño” volvió a las andadas con renovado brío. María le contó de su situación a Justa, y ella fue quien le aconsejó que huyera y buscara ayuda con Felipe Santos, quien era dueño de una panadería y decía que la conocía, pues la veía siempre pasar cuando iba a la pulpería. María no identificaba al tal Felipe Santos; de todos modos aceptó la oferta. Muy de mañana salió de la casa de Gertrudis y junto con Justa tomó un taxi, con dirección a Jesús María donde se encontraría con quien se había ofrecido para ser su protector. Finalmente este se presenta: se trataba de un hombre cincuentón, que le saluda amablemente, ofreciéndole ayudarla y ser para ella como un padre. Como gesto de su buena voluntad le regala una cadenilla con una medalla de la Virgen, colocándole él mismo en el cuello. María se queda inmóvil, sin atinar a negarse y salir de la habitación (¿a dónde podría ir, si no conocía a nadie en Lima, cuyas abigarradas calles se cruzaban como una gigantesca telaraña?) y siente a la cadenilla como un nuevo yugo que debería soportar a partir de entonces.

### El primer paso
El cuento se desarrolla en un bar, donde el protagonista, Danilo, espera a Panchito, un conocido suyo que le encargaría un “trabajo”, que en realidad no es sino una acto delictivo de transporte de mercadería ilegal. Era de madrugada. Mientras espera observando a los demás clientes del bar, Danilo recapitula mentalmente su vida. Todo el relato se filtra a través de la mirada de este aprendiz de delincuente. Danilo es el típico representante del lumpen-proletariado, que trabaja eventualmente, pues no suele durar más de dos meses en un mismo empleo, ya que, como el mismo se enorgullece en decirlo, prefiere su libertad. Vive a expensas de los favores de sus amigos y conocidos, a quienes aborda en bares y lugares de juego. Piensa en su enamorada, Estrella, que trabajaba en un bar y a la que el día anterior le había rogado que esa noche se quedara en su trabajo, a la espera de su llamada, pues tenía algo importante que comunicarle. No quiso contarle todavía su plan, que era el de ir de viaje juntos, lejos de Lima. Ella era fea, lo que para él era una garantía de fidelidad. Piensa en Panchito, un tipo de cuerpo magro, pero que siempre andaba bien vestido y con los bolsillos llenos de dinero; piensa en que su suerte mejorará cuando haga el “trabajo” que le ha prometido y reciba el sustancioso dinero ofrecido, lo cual sería solo el “primer paso”. Llega finalmente Panchito, vestido con un impermeable, pese a que no llovía. Panchito, que ingresa mirando cuidadosamente todo el local, hace notar a Danilo que su impermeable estaba ya “cargado” y luego le explica el procedimiento a seguir: dejaría su impermeable en la silla, simularía ir al baño, para luego retirarse del bar; tras lo cual Danilo, tras un tiempo prudencial, debía coger y ponerse el impermeable, en uno de cuyos bolsillos estaba ya su pago; luego, debía ir a un hotel, según lo previamente acordado, antes de tomar el ómnibus que le llevaría a su destino. Cumpliendo todo ello, Danilo se pone el impermeable, al que siente pesado; luego sale del bar pensando en lo fácil que sería el “trabajo”; pero al voltear ve a dos hombres que le siguen, sin distinguir que estos habían estado también en el bar. El relato sugiere que aquel “trabajo” no era solo el primer paso de la carrera delictiva de Danilo, sino probablemente, el último.

### Junta de acreedores
El personaje principal es don Roberto Delmar, dueño de una encomendería (bodega o abacería) de Surco, que se haya endeudado con sus proveedores y a punto de declararse en quiebra. Son las seis de la tarde, hora fijada para reunirse en su tienda los representantes de las empresas acreedoras, cinco en total: la Compañía Arbocó (vendedora de papeles y cacerolas), Fábrica de Fideos La Aurora, Fábrica de Cemento Los Andes, Caramelos y Chocolates Marilú, y el japonés Ajito.
Don Roberto, cuya deuda es de 25 000 soles, guarda una esperanza de poder entenderse con los acreedores para que le den más plazo y no le embarguen sus mercaderías; cree que aún puede conservar la dignidad. Van llegando uno tras otros los representantes. Primero llega el de Arbocó, un hombre alto y con lentes; luego el de fideos, un hombre bajo y gordo, con chaleco y sombrero de hongo; ambos se sientan y revisan documentos. Luego llegan, juntos, el del cemento y el de los chocolates y dulces, que por lo visto eran amigos; solo falta Ajito y deciden esperarlo unos minutos antes de abrir la junta. 
Mientras espera, Roberto rememora su situación. Su negocio había ido bien hasta que llegó el italiano Bonifacio Salerno, que abrió una encomendería más grande a poca distancia de la suya, lo que le mermó tremendamente su negocio; incluso debió paralizar los trabajos de ampliación de su local, lo que explicaba su deuda con la fábrica de cemento. Como demora Ajito en llegar, Roberto abre la junta y cada uno de los representantes de los acreedores leen sus informes. Hastiado de escuchar de números, Roberto pide que hagan un resumen. Estando en eso llega Ajito y los demás le saludan aliviados. 
Terminada la exposición de los acreedores, Roberto propone que le concedan una mora de dos meses y que le reduzcan los créditos al 30%; pero todos se niegan rotundamente, a excepción de Ajito, que dice estar de acuerdo. El de Arbocó, que era el más efusivo hablando, reprochó al japonés por su falta de compañerismo. Al final, los representantes se ponen de acuerdo y contraproponen a Roberto una mora de 15 días y la reducción de los créditos al 50%. Era lo mínimo que podían conceder. Pero Roberto dice que es imposible: o aceptaban su propuesta o no le quedaba sino declararse en quiebra. Explica que necesita dos meses para poder levantarse y pagar sus deudas, caso contrario no funcionaría. Los acreedores, tras hacer comentarios entre ellos, se resignan a aceptar la quiebra. Roberto declara cerrada la junta.
Era ya de noche. Durante todo ese lapso, Roberto temió que su mujer estuviera escuchando todo desde la trastienda y que sus hijas llegaran del colegio; incluso, su hijo adolescente, en plena junta, lo había llamado a la calle para reprocharle que permitiera que esos hombres vinieran a humillarlo en su propia casa. Luego Roberto sale a la calle y camina hasta el malecón, pensando en lo horrible que sonaba la palabra “quiebra” aplicada a una persona, como si se tratara de un objeto roto.